# 인터벌 트레이닝
인터벌 트레이닝(영어: interval training) 또는 구간 훈련(區間訓練)은 강한 운동 사이에 불완전한 휴식을 넣는 신체 훈련 방법이다.
예를 들어서 1분당 심박수가 130~150회가 되도록 운동하고, 휴식기엔 1분당 심박수가 110~120회 정도가 되도록 가볍게 운동하고, 운동과 휴식을 3~5회정도 반복하는 트레이닝이다.
육상경기·수영경기의 중·장거리 연습에 쓰인다.
운동 사이 휴식기에도 심박수는 평소보다 높으므로 운동량에 비해 단시간에, 많은 칼로리를 소모할 수 있다는 장점이 있다.

## 같이 보기
- 피지컬 피트니스
- 피트니스 센터
- 피트니스 모델
- 고강도 훈련(HIT)